# アルベルト・ブルトン
アルベルト・アンリ・シャルル・ブルトン（Albert Henri Charles Breton、1882年7月16日 - 1954年8月12日）は、フランスの神父、パリ外国宣教会に所属していた。来日し、函館・盛岡・新潟・弘前・青森・ロサンゼルス・シアトル・品川大井出石・大森・鎌倉・福岡にて布教。聖母訪問会の創立者。

## 生涯
1882年（明治15年）、フランス北部パ＝ド＝カレー県アラス教区のサンタングルベール村に生まれる。11人兄弟の5番目。1892年（明治25年）10月、10歳のときにブーローニュの小神学校に入学。中等教育を終えたあと、1899年（明治32年）より2年間アラスの大神学校で哲学を専攻した。1901年（明治34年）9月10日よりパリ外国宣教会本部の神学校で4年間神学を学び、1905年（明治38年）6月29日、司祭に叙階され、同年8月2日にマルセイユを出航。同年9月24日横浜に入港した。
ベルリオーズ司教管区の函館教区に編入され、盛岡、新潟、弘前の各教会を歴任して日本語を学んだ。1908年（明治41年）4月、青森のフォーリー神父の助任となる。しかし、同神父が外国の学者の求めに応じて植物採集のためハワイに旅立ったため、1909年（明治42年）4月、青森教会の主任に就任する。1910年（明治43年）5月3日、青森教会が火事で焼失。再建に尽力するも、同年7月にブルトンは急性脊髄前角炎（小児麻痺）に罹患し右腕の自由を失う。同年10月、療養のため香港へ渡る。1911年（明治44年）香港よりフランスに帰国し、治癒を願いルルドに巡礼。パリ、さらにロンドンで治療する。完治をみないままでいるところに、ベルリオーズ司教から、アメリカ西部の日本人移住者の状況調査の依頼状が届く。北米移住の信者は教会を持たず、日本語を話す司祭も持たなかった。岩手県一関からの移住者である畠山熊太郎からは「手紙での告白は可能か」との書状も届いていた。
1912年（大正元年）9月28日、イギリスのリバプールを出航。同年10月12日、ロサンゼルスに到着。ブルトンはカリフォルニアのロサンゼルス市で畠山熊太郎と面会。さらに同市のカナチ司教に日本人信者の世話を依頼されたため、太平洋沿岸のサンチャゴからカナダのバンクーバーまで日本人信者を探して巡回。サンフランシスコ、サクラメント、シアトルなどに教会を建てた。ここで、1914年（大正3年）2月10日、日本語のわかる修道女の派遣を日本の教会に要請。1915年（大正4年）3月23日、愛苦会の修道女4名の派遣を得て、「御訪問の愛苦会」始動。育児院、幼稚園、小学校をサンフランシスコ、ロサンゼルス、シアトルに開設する。1921年（大正10年）、以上の事業をメルノール会に委譲し、同年6月1日、愛苦会員らをつれて日本に帰る。
同年7月12日、横浜に到着。芝白金三光町の聖心女子学院に宿泊しながら、レイ東京大司教の依頼で、諸々の施設建設に取り掛かる。同年8月、日本における教会法に基づく修道会設立のための資金を集めるため再度アメリカに渡る。1922年（大正11年）7月、品川の大井出石町に「小教区仮聖堂」（大森教会)が発足。大森教会の初代主任司祭となる。愛苦会員らは大井町鹿島谷に1924年（大正13年）、聖マリア医院を建てる。愛苦会は1925年（大正14年）5月8日、聖会法による東京教区付の修道会への昇格が認められ、1926年（大正15年）1月6日、東京教区立修道会「日本訪問童貞会」として設立された。ブルトンは1927年（昭和2年）2月、大森教会の隣に聖マリア医院を移し、共同病院と改称する。1927年（昭和2年）9月、大森教会司祭館落成。同年11月19日、大森教会土地購入。1928年（昭和3年）2月5日、「ご公現の大森教会」献堂式。1929年（昭和4年）4月3日、七里が浜療養所を建てる。同年8月より東京大森教会と鎌倉教会の主任を兼任。1930年(昭和5年）3月1日から1年4ケ月本郷教会の主任司祭を勤める。1931年（昭和6年）9月29日より2代目の福岡教区司教となる。訪問童貞会の本部と修練院を福岡市に移し、指導を継続する。2年後には司教館を浄水通に移し、小神学校（のちの泰星中学校）と大神学校を設立した。大神学校はカナダ管区のスルピス会に委任。ブルトンは、福岡教区宣教師用の司牧手引を作った。1940年（昭和15年）退職。
1941年（昭和16年）太平洋戦争開戦の12月8日の夕方、米国のスパイという嫌疑をかけられ告訴され、土手町刑務所に監禁される。法廷は告訴を却下し、1942年（昭和17年）4月8日、ブルトンを無罪釈放した。その後も福岡に留まり、訪問童貞会から「聖母訪問会」と改称された修道会の大濠修道院の近くに居住した。1946年（昭和21年）7月、ブルトンは神奈川県鎌倉市の聖テレジア療養所の近くに本部を移し、聖母マリアが聖エリサベトを訪問したとき、モンタナ（山地）へ行かれた（ルカ1-39）という福音に基づき、「モンタナ修道院」と命名した。ブルトンはアメリカ艦隊横須賀基地デッカー司令官と会談した結果、同年10月、横須賀市緑が丘の元海仁会病院のあとを受けて、聖ヨゼフ病院及び看護師養成所にあて、自ら横須賀社会事業委員会会長に就任した。
1947年（昭和22年）9月、福岡での黙想会に出席、到着の晩狭心症の重い発作に襲われる。デッカー司令官の取り計らいにより看護列車で横須賀に搬送、アメリカ軍医の手当を受けて回復。1948年（昭和23年）、フランス政府から仏日親善と社会事業における功績により騎士十字勲章レジオン・ドヌールを授賞する。心臓発作は続き、聖テレジア療養所内で療養しながら訪問会を指導した。
1954年（昭和29年）帰天。日本滞在中であったパリ外国宣教会会長ルメール司教の司式で葬儀。七里が浜修道院の聖母訪問会墓地に埋葬される。